# Polifilia

Il gruppo degli animali a sangue caldo (in blu) è polifiletico

È  detta polifilia la proprietà di un gruppo di specie di non avere al suo interno un antenato comune a tutto il gruppo. Un gruppo con tale proprietà è detto polifiletico ed è poco pertinente in cladistica.
Di solito si tratta di raggruppamenti d'uso comune (come le alghe) che hanno qualche carattere in comune, ma che di fatto costituisce un insieme di cladi d'origine differente. Può anche trattarsi di raggruppamenti (come i protisti) resi invalidi dall'analisi cladistica.